# Baru Manis
Baru Manis is een bestuurslaag in het regentschap Rejang Lebong van de provincie Bengkulu, Indonesië. Baru Manis telt 2046 inwoners (volkstelling 2010).